# Albert van Saksen-Coburg en Gotha
Frans Albert August Karel Emanuel van Saksen-Coburg en Gotha (Coburg, 26 augustus 1819 — Windsor Castle, 14 december 1861), prins van Saksen-Coburg-Saalfeld, hertog van Saksen, was de prins-gemaal van de Britse koningin Victoria van het Verenigd Koninkrijk. Albert stierf al jong, hij was toen 42 jaar, en liet koningin Victoria achter met zeer veel verdriet. Toen zij in 1901 stierf, werd hun oudste zoon, Edward, koning van het Verenigd Koninkrijk. Deze nam toen de achternaam van zijn vader, Saksen-Coburg en Gotha, aan. Het Britse koningshuis, dat voorheen Hannover als achternaam had, kreeg toen de achternaam Saksen-Coburg en Gotha. Na 16 jaar werd de achternaam alweer veranderd: nu in het minder Brits klinkende Windsor. Vanwege de wandaden die de Duitsers hadden gepleegd in de Eerste Wereldoorlog wilde de koninklijke familie niet meer geassocieerd worden met haar Duitse familie. Albert stond in het Britse Rijk bekend als His Royal Highness The Prince Consort (Nederlands: Zijne Koninklijke Hoogheid de Prins-gemaal).

## Jeugd
Prins Albert werd geboren op 26 augustus 1819 op Schloss Rosenau in Coburg. Hij was de zoon van Ernst III, hertog van Saksen-Coburg-Saalfeld, later regerend hertog van Saksen-Coburg en Gotha, en diens eerste echtgenote, hertogin Louise van Saksen-Gotha-Altenburg. De toekomstige echtgenote van Albert, zijn nicht Victoria, werd in hetzelfde jaar geboren op 24 mei. Ze was een dochter van Eduard August van Kent (zoon van koning George III) en Victoria van Saksen-Coburg-Saalfeld. Victoria van Saksen-Coburg-Saalfeld was een jongere zus van de vader van Albert. Albert werd gedoopt op 19 september in de Marmerzaal in het Schloss Rosenau, met water uit een plaatselijke rivier. Zijn peetouders waren zijn grootmoeder aan vaderskant, de douairière hertogin Augusta van Reuss-Ebersdorf en Lobenstein, zijn grootvader aan moederskant, hertog August van Saksen-Gotha-Altenburg, de Oostenrijkse keizer Frans I van Oostenrijk, prins Albert Casimir van Saksen-Teschen en Emmanuel von Mensdorff-Pouilly. In 1825 stierf een familielid van Albert, hertog Frederik IV van Saksen-Gotha-Altenburg. Daardoor kwam er een verandering in de hertogdommen van Saksen. De vader van Albert werd uiteindelijk hertog Ernst I van Saksen-Coburg en Gotha.
Albert groeide samen met zijn enige broer Ernst op op Kasteel Rosenau, nabij Coburg. Het was een roerige jeugd, die vooral gekenmerkt werd door het slechte huwelijk van hun ouders, dat uiteindelijk op een scheiding uitliep. Toen hun moeder in 1824 werd verbannen van het hof, huwde zij Alexander von Hanstein, hertog van Pölzig en Beiersdorf. Ze zag haar kinderen nooit weer en stierf in 1831 op 30-jarige leeftijd aan kanker. Het jaar daarop hertrouwde zijn vader met zijn nicht, prinses Marie von Württemberg, maar het huwelijk was niet erg hecht en Antoinette Marie had geen recht zich te bemoeien met het leven van de twee prinsen.
De twee jongens kregen een opvoeding thuis door Johann Christoph Florschütz en later in Brussel, waar Adolphe Quételet een van hun leraren was. Zoals veel andere prinsen gingen de beide jongens studeren aan de universiteit van Bonn. Albert studeerde daar politieke economie, kunstgeschiedenis, filosofie en rechten. Hij speelde op zeer hoog niveau muziek, blonk uit in gymnastiek en kon bijzonder goed paardrijden. Hij werd in Bonn voorgesteld aan de filosoof Immanuel Fichte en de dichter August Wilhelm von Schlegel.

## Huwelijk
Rond 1836 maakte de ambitieuze koning Leopold I van België (koning sinds 1831) bekend dat hij een huwelijk tussen Albert en zijn nichtje Victoria zag zitten. Leopold I was een oom van zowel Albert als van Victoria. In die tijd was Victoria de erfgenaam van de Britse troon. Haar vader, prins Eduard Augustus, zoon van koning George III, was gestorven toen zij nog een baby was. Haar vader was een jongere broer van koning Willem IV (regering: 1830-1837). Victoria's moeder was een zus van de vader van prins Albert en een zus van koning Leopold I der Belgen. Koning Leopold had een ontmoeting geregeld voor de moeder van prinses Victoria, de hertogin van Kent, met de hertog van Saksen-Coburg-Gotha en diens twee zoons, met de bedoeling dat Victoria zowel prins Ernst als prins Albert zou ontmoeten. Koning Willem IV was er zeer op tegen dat Victoria zou trouwen met een van de prinsen. Hij zag liever dat Victoria zou trouwen met de Nederlandse prins Alexander (1818-1848), de tweede zoon van koning Willem II der Nederlanden en koningin Anna Paulowna van Rusland. Victoria was zich goed bewust van de verschillende echtelijke plannen. En ze heeft die ook alle kritisch beoordeeld. Ze schreef: 
"Albert is extremely handsome; his hair is about the same colour as mine; his eyes are large and blue, and he has a beautiful nose and a very sweet mouth with fine teeth; but the charm of his countenance is his expression, which is most delightful. Prince Alexander, on the other hand, was "very plain".
 (Vertaald: "Albert is buitengewoon knap en zijn haar heeft ongeveer dezelfde kleur als het mijne, zijn ogen zijn groot en blauw, en hij heeft een mooie neus en een zeer zoete mond met mooie tanden, maar de charme van zijn aangezicht is zijn expressie, die is verrukkelijk. Prins Alexander, aan de andere kant was "heel gewoon").
Prinses Victoria schreef haar oom Leopold om hem te bedanken: 
"for the prospect of great happiness you have contributed to give me, in the person of dear Albert ... He possesses every quality that could be desired to render me perfectly happy." 
(Vertaald: "voor het vooruitzicht van groot geluk heeft u bijgedragen aan mij, in de persoon van de lieve Albert ... Hij beschikt over elke kwaliteit die zou kunnen bijdragen om mij heel gelukkig te maken").

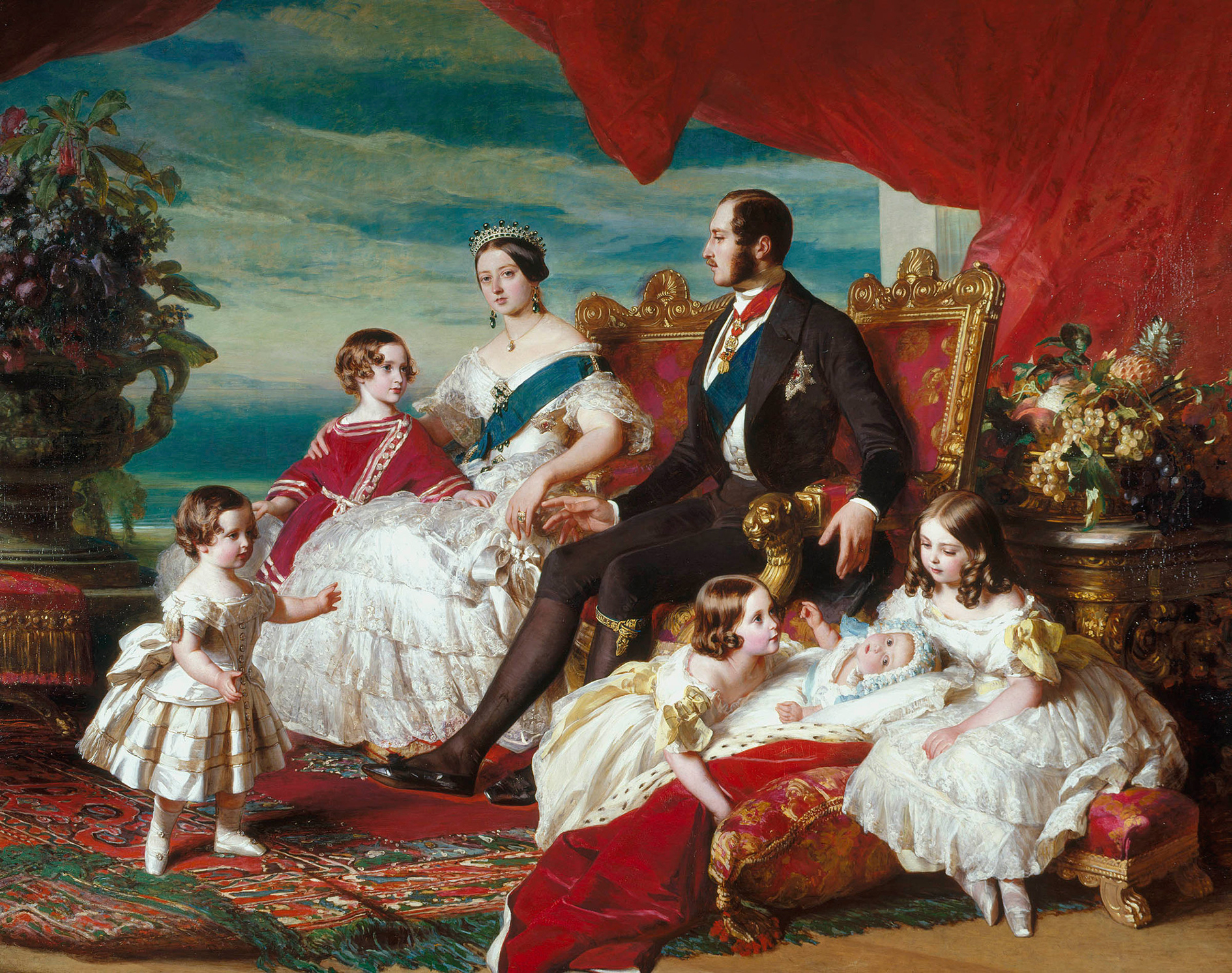
Koningin Victoria en prins-gemaal Albert met hun vijf oudste kinderen. Geschilderd door Franz Xaver Winterhalter.

Prinses Victoria werd koningin op 20 juni 1837 toen ze 18 jaar oud was. Haar oom, Willem IV, was overleden op 72-jarige leeftijd. In haar brieven van die tijd is duidelijk te merken dat Victoria erg veel interesse had in Albert, maar ze wilde zich niet al te snel in een huwelijk storten. In de winter van 1838-1839 bezocht de prins Italië, in gezelschap van de trouwe adviseur van de Coburg familie, baron Christian Friedrich von Stockmar.
Albert keerde in oktober 1839 samen met zijn broer Ernst terug naar Engeland om een bezoek te brengen aan de koningin, en een huwelijk met haar te arrangeren. Albert en Victoria voelden wederzijdse genegenheid en de koningin deed Albert op 15 oktober 1839 een aanzoek. Het plan van Victoria om te trouwen werd op 23 november van hetzelfde jaar voorgelegd aan de Privy Council, en goedgekeurd. Het koppel trouwde op 10 februari 1840 in de Koninklijke Kapel van het St. James's Palace. Kort voor het huwelijk kreeg Albert de Britse nationaliteit dankzij een Act of Parliament, en verkreeg daarbij de titel Koninklijke Hoogheid. De Britse eerste minister, William Lamb, had Victoria ervan weten te overtuigen Albert niet de titel koning-gemaal te geven. 
Het gearrangeerde huwelijk van Albert en Victoria kan als zeer hecht en gelukkig gekenschetst worden, wat in aristocratische kringen waar politieke verstandshuwelijken gebruikelijk waren, vaak niet het geval was; Victoria droeg Albert op handen en hij was van zijn kant een goede en trouwe echtgenoot en hield zich ook actief bezig met de opvoeding van zijn kinderen. In het begin was Albert niet bijster populair bij het Britse volk. De jonge Duitse prins werd in Groot-Brittannië aanvankelijk met argusogen gevolgd. Er werd gedacht dat Albert afkomstig was uit een verarmd en onuitgesproken klein land, amper groter dan een Engels graafschap. Zelf had hij ook moeite met het vinden van een goede rol. Intellectueel gezien was hij veel meer ontwikkeld dan zijn vrouw, maar staatsrechtelijk stond zij steeds op de voorgrond, maar wat later, toen zijn kwaliteiten duidelijker naar voren kwamen kwam er ook waardering vanuit het Britse publiek. Hij hield zich veel bezig met kunst en wetenschap, en werd onder andere voorzitter van de Vereniging tegen Slavernij. Door zijn vrouw werd hij ook regelmatig betrokken bij staatszaken.

## Laatste jaren

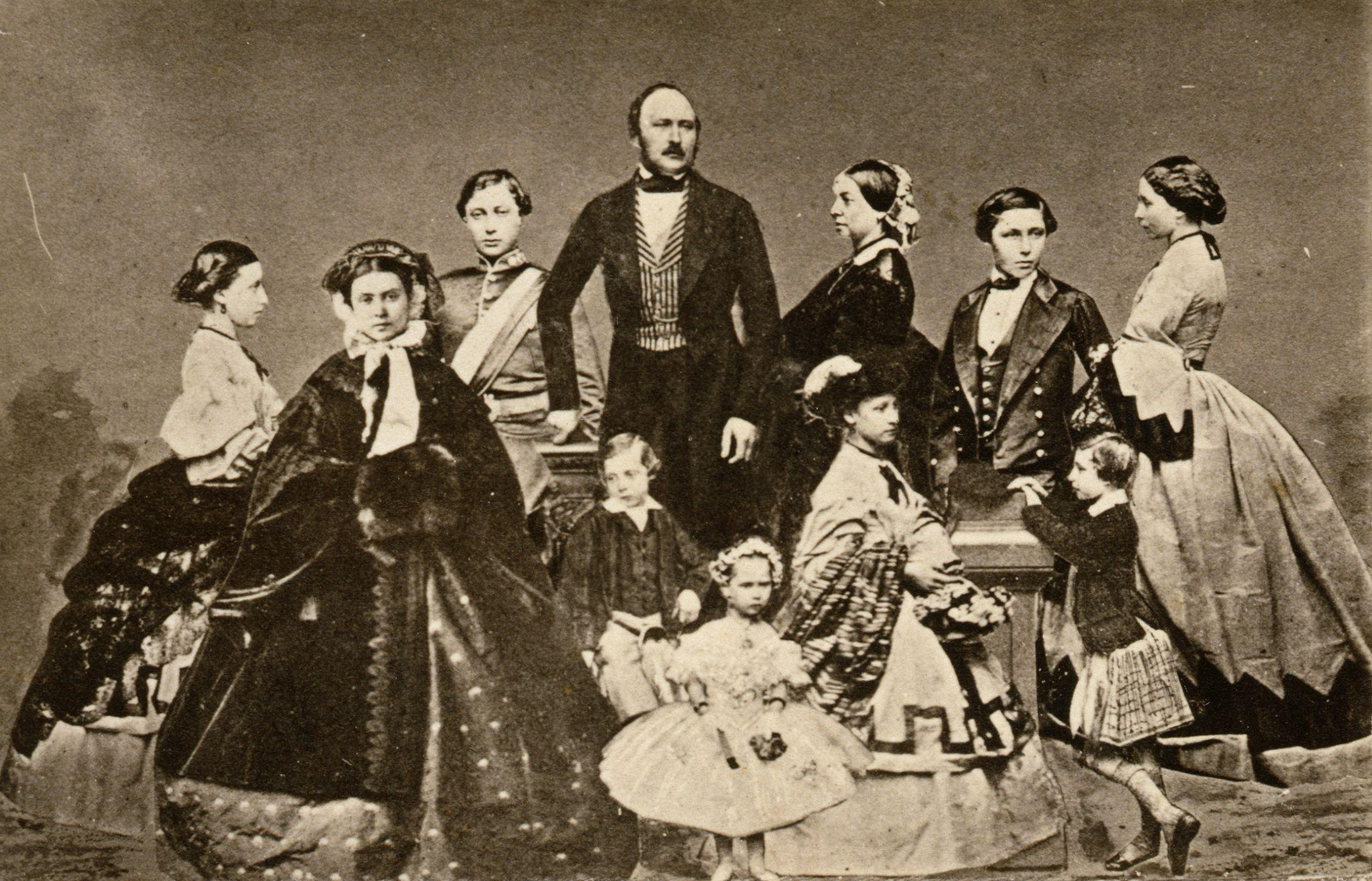
Albert met Victoria en hun kinderen kort voor zijn dood

Zijn mooiste moment beleefde hij in 1851, toen op zijn initiatief en onder zijn leiding de eerste Wereldtentoonstelling plaatsvond in Londen. Daar was, als hoogtepunt, het nieuwe Crystal Palace te bezichtigen, dat door meer dan zes miljoen mensen werd bezocht.
In 1861 werd Albert overvallen door paratyfus, waaraan hij – tot groot verdriet van zijn echtgenote – zou overlijden. De koningin zou tot haar eigen dood in rouwkleding blijven lopen en richtte verschillende gedenktekens op voor haar man, waaronder het Albert Memorial en de Royal Albert Hall.

## Kinderen
Victoria en Albert kregen negen kinderen:
| Naam                                                                                 | Foto | Geboren          | Overleden        | Huwelijk |
| ------------------------------------------------------------------------------------ | ---- | ---------------- | ---------------- | --- |
| Victoria Princess Royal Keizerin-gemalin van Duitsland, koningin-gemalin van Pruisen |      | 21 november 1840 | 5 augustus 1901  | Huwde in 1857 de latere keizer Frederik III van Pruisen. Werd moeder van Wilhelm II van Duitsland en Sophie, koningin-gemalin van Griekenland.                |
| Edward Prins van Wales Koning van het Britse Rijk                                    |      | 9 november 1841  | 6 mei 1910       | Huwde in 1863 Alexandra van Denemarken. Werd vader van koning George V en Maud, koningin-gemalin van Noorwegen.                                               |
| Alice Groothertogin-gemalin van Hessen                                               |      | 25 april 1843    | 14 december 1878 | Huwde in 1862 de latere groothertog Lodewijk IV van Hessen-Darmstadt. Werd moeder van groothertog Ernst Lodewijk en tsarina Alexandra Fjodorovna van Rusland. |
| Alfred Hertog van Edinburgh Hertog van Saksen-Coburg en Gotha                        |      | 6 augustus 1844  | 30 juli 1900     | Huwde in 1874 met grootvorstin Maria Aleksandrovna van Rusland. Werd vader van koningin Marie van Roemenië.                                                   |
| Helena                                                                               |      | 25 mei 1846      | 9 juni 1923      | Huwde in 1866 met Christiaan van Sleeswijk-Holstein-Sonderburg-Augustenburg.                                                                                  |
| Louise Hertogin van Argyll                                                           |      | 18 maart 1848    | 3 december 1939  | Huwde met John Douglas Sutherland Campbell, hertog van Argyll. Huwelijk bleef kinderloos.                                                                     |
| Arthur Hertog van Connaught en Strathearn Gouverneur-generaal van Canada             |      | 1 mei 1850       | 16 januari 1942  | Huwde in 1879 met Louise Margaretha van Pruisen. Dochter Margaretha was kroonprinses van Zweden.                                                              |
| Leopold Hertog van Albany                                                            |      | 7 april 1853     | 28 maart 1884    | Huwde in 1882 met Helena van Waldeck-Pyrmont, zus van koningin Emma. Werd vader van hertog Karel Eduard van Saksen-Coburg en Gotha.                           |
| Beatrice                                                                             |      | 14 april 1857    | 26 oktober 1944  | Huwde in 1885 met Hendrik Maurits van Battenberg. Werd moeder van koningin Victoria Eugénie van Spanje.                                                       |

## Kwartierstaat
| Ernst Frederik van Saksen-Coburg-Saalfeld (1724–1800) | Ernst Frederik van Saksen-Coburg-Saalfeld (1724–1800) | Ernst Frederik van Saksen-Coburg-Saalfeld (1724–1800) | Ernst Frederik van Saksen-Coburg-Saalfeld (1724–1800) | Ernst Frederik van Saksen-Coburg-Saalfeld (1724–1800) | Ernst Frederik van Saksen-Coburg-Saalfeld (1724–1800) | Sofie Antoinette van Brunswijk-Wolfenbüttel (1724-1802) | Sofie Antoinette van Brunswijk-Wolfenbüttel (1724-1802) | Sofie Antoinette van Brunswijk-Wolfenbüttel (1724-1802) | Sofie Antoinette van Brunswijk-Wolfenbüttel (1724-1802) | Sofie Antoinette van Brunswijk-Wolfenbüttel (1724-1802) | Sofie Antoinette van Brunswijk-Wolfenbüttel (1724-1802) |                                                |                                                | Hendrik XXIV van Reuss-Ebersdorf (1724-1779)   | Hendrik XXIV van Reuss-Ebersdorf (1724-1779)   | Hendrik XXIV van Reuss-Ebersdorf (1724-1779)          | Hendrik XXIV van Reuss-Ebersdorf (1724-1779)          | Hendrik XXIV van Reuss-Ebersdorf (1724-1779)          | Hendrik XXIV van Reuss-Ebersdorf (1724-1779)          | Caroline Ernestine van Erbach-Schönberg (1727-1796)   | Caroline Ernestine van Erbach-Schönberg (1727-1796)   | Caroline Ernestine van Erbach-Schönberg (1727-1796) | Caroline Ernestine van Erbach-Schönberg (1727-1796) | Caroline Ernestine van Erbach-Schönberg (1727-1796) | Caroline Ernestine van Erbach-Schönberg (1727-1796) |  |  | Ernst II van Saksen-Gotha-Altenburg (1745-1804) | Ernst II van Saksen-Gotha-Altenburg (1745-1804) | Ernst II van Saksen-Gotha-Altenburg (1745-1804) | Ernst II van Saksen-Gotha-Altenburg (1745-1804) | Ernst II van Saksen-Gotha-Altenburg (1745-1804) | Ernst II van Saksen-Gotha-Altenburg (1745-1804) | Maria Charlotte van Saksen-Meiningen (1751–1827) | Maria Charlotte van Saksen-Meiningen (1751–1827) | Maria Charlotte van Saksen-Meiningen (1751–1827) | Maria Charlotte van Saksen-Meiningen (1751–1827) | Maria Charlotte van Saksen-Meiningen (1751–1827) | Maria Charlotte van Saksen-Meiningen (1751–1827) |                                               |                                               | Frederik Frans I van Mecklenburg-Schwerin (1756-1837) | Frederik Frans I van Mecklenburg-Schwerin (1756-1837) | Frederik Frans I van Mecklenburg-Schwerin (1756-1837) | Frederik Frans I van Mecklenburg-Schwerin (1756-1837) | Frederik Frans I van Mecklenburg-Schwerin (1756-1837) | Frederik Frans I van Mecklenburg-Schwerin (1756-1837) | Louise van Saksen-Gotha-Altenburg (1756-1808)         | Louise van Saksen-Gotha-Altenburg (1756-1808)         | Louise van Saksen-Gotha-Altenburg (1756-1808) | Louise van Saksen-Gotha-Altenburg (1756-1808) | Louise van Saksen-Gotha-Altenburg (1756-1808) | Louise van Saksen-Gotha-Altenburg (1756-1808) |  |  |  |  |  |  |  |  |  |  |  |  |  |  |  |  |  |  |  |  |  |  |  |  |  |  |  |  |  |  |  |  |  |  |  |  |  |  |  |  |  |  |  |  |  |  |  |  |
| Ernst Frederik van Saksen-Coburg-Saalfeld (1724–1800) | Ernst Frederik van Saksen-Coburg-Saalfeld (1724–1800) | Ernst Frederik van Saksen-Coburg-Saalfeld (1724–1800) | Ernst Frederik van Saksen-Coburg-Saalfeld (1724–1800) | Ernst Frederik van Saksen-Coburg-Saalfeld (1724–1800) | Ernst Frederik van Saksen-Coburg-Saalfeld (1724–1800) | Sofie Antoinette van Brunswijk-Wolfenbüttel (1724-1802) | Sofie Antoinette van Brunswijk-Wolfenbüttel (1724-1802) | Sofie Antoinette van Brunswijk-Wolfenbüttel (1724-1802) | Sofie Antoinette van Brunswijk-Wolfenbüttel (1724-1802) | Sofie Antoinette van Brunswijk-Wolfenbüttel (1724-1802) | Sofie Antoinette van Brunswijk-Wolfenbüttel (1724-1802) |                                                |                                                | Hendrik XXIV van Reuss-Ebersdorf (1724-1779)   | Hendrik XXIV van Reuss-Ebersdorf (1724-1779)   | Hendrik XXIV van Reuss-Ebersdorf (1724-1779)          | Hendrik XXIV van Reuss-Ebersdorf (1724-1779)          | Hendrik XXIV van Reuss-Ebersdorf (1724-1779)          | Hendrik XXIV van Reuss-Ebersdorf (1724-1779)          | Caroline Ernestine van Erbach-Schönberg (1727-1796)   | Caroline Ernestine van Erbach-Schönberg (1727-1796)   | Caroline Ernestine van Erbach-Schönberg (1727-1796) | Caroline Ernestine van Erbach-Schönberg (1727-1796) | Caroline Ernestine van Erbach-Schönberg (1727-1796) | Caroline Ernestine van Erbach-Schönberg (1727-1796) |  |  | Ernst II van Saksen-Gotha-Altenburg (1745-1804) | Ernst II van Saksen-Gotha-Altenburg (1745-1804) | Ernst II van Saksen-Gotha-Altenburg (1745-1804) | Ernst II van Saksen-Gotha-Altenburg (1745-1804) | Ernst II van Saksen-Gotha-Altenburg (1745-1804) | Ernst II van Saksen-Gotha-Altenburg (1745-1804) | Maria Charlotte van Saksen-Meiningen (1751–1827) | Maria Charlotte van Saksen-Meiningen (1751–1827) | Maria Charlotte van Saksen-Meiningen (1751–1827) | Maria Charlotte van Saksen-Meiningen (1751–1827) | Maria Charlotte van Saksen-Meiningen (1751–1827) | Maria Charlotte van Saksen-Meiningen (1751–1827) |                                               |                                               | Frederik Frans I van Mecklenburg-Schwerin (1756-1837) | Frederik Frans I van Mecklenburg-Schwerin (1756-1837) | Frederik Frans I van Mecklenburg-Schwerin (1756-1837) | Frederik Frans I van Mecklenburg-Schwerin (1756-1837) | Frederik Frans I van Mecklenburg-Schwerin (1756-1837) | Frederik Frans I van Mecklenburg-Schwerin (1756-1837) | Louise van Saksen-Gotha-Altenburg (1756-1808)         | Louise van Saksen-Gotha-Altenburg (1756-1808)         | Louise van Saksen-Gotha-Altenburg (1756-1808) | Louise van Saksen-Gotha-Altenburg (1756-1808) | Louise van Saksen-Gotha-Altenburg (1756-1808) | Louise van Saksen-Gotha-Altenburg (1756-1808) |  |  |  |  |  |  |  |  |  |  |  |  |  |  |  |  |  |  |  |  |  |  |  |  |  |  |  |  |  |  |  |  |  |  |  |  |  |  |  |  |  |  |  |  |  |  |  |  |
|                                                       |                                                       |                                                       |                                                       |                                                       |                                                       |                                                         |                                                         |                                                         |                                                         |                                                         |                                                         |                                                |                                                |                                                |                                                |                                                       |                                                       |                                                       |                                                       |                                                       |                                                       |                                                     |                                                     |                                                     |                                                     |  |  |                                                 |                                                 |                                                 |                                                 |                                                 |                                                 |                                                  |                                                  |                                                  |                                                  |                                                  |                                                  |                                               |                                               |                                                       |                                                       |                                                       |                                                       |                                                       |                                                       |                                                       |                                                       |                                               |                                               |                                               |                                               |  |  |  |  |  |  |  |  |  |  |  |  |  |  |  |  |  |  |  |  |  |  |  |  |  |  |  |  |  |  |  |  |  |  |  |  |  |  |  |  |  |  |  |  |  |  |  |  |
|                                                       |                                                       |                                                       |                                                       | Frans van Saksen-Coburg-Saalfeld (1750-1806)          | Frans van Saksen-Coburg-Saalfeld (1750-1806)          | Frans van Saksen-Coburg-Saalfeld (1750-1806)            | Frans van Saksen-Coburg-Saalfeld (1750-1806)            | Frans van Saksen-Coburg-Saalfeld (1750-1806)            | Frans van Saksen-Coburg-Saalfeld (1750-1806)            |                                                         |                                                         |                                                |                                                |                                                |                                                | Augusta van Reuss-Ebersdorf en Lobenstein (1757-1831) | Augusta van Reuss-Ebersdorf en Lobenstein (1757-1831) | Augusta van Reuss-Ebersdorf en Lobenstein (1757-1831) | Augusta van Reuss-Ebersdorf en Lobenstein (1757-1831) | Augusta van Reuss-Ebersdorf en Lobenstein (1757-1831) | Augusta van Reuss-Ebersdorf en Lobenstein (1757-1831) |                                                     |                                                     |                                                     |                                                     |  |  |                                                 |                                                 |                                                 |                                                 | August van Saksen-Gotha-Altenburg (1772-1822)   | August van Saksen-Gotha-Altenburg (1772-1822)   | August van Saksen-Gotha-Altenburg (1772-1822)    | August van Saksen-Gotha-Altenburg (1772-1822)    | August van Saksen-Gotha-Altenburg (1772-1822)    | August van Saksen-Gotha-Altenburg (1772-1822)    |                                                  |                                                  |                                               |                                               |                                                       |                                                       | Louise Charlotte van Mecklenburg-Schwerin (1779-1801) | Louise Charlotte van Mecklenburg-Schwerin (1779-1801) | Louise Charlotte van Mecklenburg-Schwerin (1779-1801) | Louise Charlotte van Mecklenburg-Schwerin (1779-1801) | Louise Charlotte van Mecklenburg-Schwerin (1779-1801) | Louise Charlotte van Mecklenburg-Schwerin (1779-1801) |                                               |                                               |                                               |                                               |  |  |  |  |  |  |  |  |  |  |  |  |  |  |  |  |  |  |  |  |  |  |  |  |  |  |  |  |  |  |  |  |  |  |  |  |  |  |  |  |  |  |  |  |  |  |  |  |
|                                                       |                                                       |                                                       |                                                       | Frans van Saksen-Coburg-Saalfeld (1750-1806)          | Frans van Saksen-Coburg-Saalfeld (1750-1806)          | Frans van Saksen-Coburg-Saalfeld (1750-1806)            | Frans van Saksen-Coburg-Saalfeld (1750-1806)            | Frans van Saksen-Coburg-Saalfeld (1750-1806)            | Frans van Saksen-Coburg-Saalfeld (1750-1806)            |                                                         |                                                         |                                                |                                                |                                                |                                                | Augusta van Reuss-Ebersdorf en Lobenstein (1757-1831) | Augusta van Reuss-Ebersdorf en Lobenstein (1757-1831) | Augusta van Reuss-Ebersdorf en Lobenstein (1757-1831) | Augusta van Reuss-Ebersdorf en Lobenstein (1757-1831) | Augusta van Reuss-Ebersdorf en Lobenstein (1757-1831) | Augusta van Reuss-Ebersdorf en Lobenstein (1757-1831) |                                                     |                                                     |                                                     |                                                     |  |  |                                                 |                                                 |                                                 |                                                 | August van Saksen-Gotha-Altenburg (1772-1822)   | August van Saksen-Gotha-Altenburg (1772-1822)   | August van Saksen-Gotha-Altenburg (1772-1822)    | August van Saksen-Gotha-Altenburg (1772-1822)    | August van Saksen-Gotha-Altenburg (1772-1822)    | August van Saksen-Gotha-Altenburg (1772-1822)    |                                                  |                                                  |                                               |                                               |                                                       |                                                       | Louise Charlotte van Mecklenburg-Schwerin (1779-1801) | Louise Charlotte van Mecklenburg-Schwerin (1779-1801) | Louise Charlotte van Mecklenburg-Schwerin (1779-1801) | Louise Charlotte van Mecklenburg-Schwerin (1779-1801) | Louise Charlotte van Mecklenburg-Schwerin (1779-1801) | Louise Charlotte van Mecklenburg-Schwerin (1779-1801) |                                               |                                               |                                               |                                               |  |  |  |  |  |  |  |  |  |  |  |  |  |  |  |  |  |  |  |  |  |  |  |  |  |  |  |  |  |  |  |  |  |  |  |  |  |  |  |  |  |  |  |  |  |  |  |  |
|                                                       |                                                       |                                                       |                                                       |                                                       |                                                       |                                                         |                                                         |                                                         |                                                         | Ernst I van Saksen-Coburg en Gotha (1784-1844)          | Ernst I van Saksen-Coburg en Gotha (1784-1844)          | Ernst I van Saksen-Coburg en Gotha (1784-1844) | Ernst I van Saksen-Coburg en Gotha (1784-1844) | Ernst I van Saksen-Coburg en Gotha (1784-1844) | Ernst I van Saksen-Coburg en Gotha (1784-1844) |                                                       |                                                       |                                                       |                                                       |                                                       |                                                       |                                                     |                                                     |                                                     |                                                     |  |  |                                                 |                                                 |                                                 |                                                 |                                                 |                                                 |                                                  |                                                  |                                                  |                                                  | Louise van Saksen-Gotha-Altenburg (1800-1831)    | Louise van Saksen-Gotha-Altenburg (1800-1831)    | Louise van Saksen-Gotha-Altenburg (1800-1831) | Louise van Saksen-Gotha-Altenburg (1800-1831) | Louise van Saksen-Gotha-Altenburg (1800-1831)         | Louise van Saksen-Gotha-Altenburg (1800-1831)         |                                                       |                                                       |                                                       |                                                       |                                                       |                                                       |                                               |                                               |                                               |                                               |  |  |  |  |  |  |  |  |  |  |  |  |  |  |  |  |  |  |  |  |  |  |  |  |  |  |  |  |  |  |  |  |  |  |  |  |  |  |  |  |  |  |  |  |  |  |  |  |
|                                                       |                                                       |                                                       |                                                       |                                                       |                                                       |                                                         |                                                         |                                                         |                                                         | Ernst I van Saksen-Coburg en Gotha (1784-1844)          | Ernst I van Saksen-Coburg en Gotha (1784-1844)          | Ernst I van Saksen-Coburg en Gotha (1784-1844) | Ernst I van Saksen-Coburg en Gotha (1784-1844) | Ernst I van Saksen-Coburg en Gotha (1784-1844) | Ernst I van Saksen-Coburg en Gotha (1784-1844) |                                                       |                                                       |                                                       |                                                       |                                                       |                                                       |                                                     |                                                     |                                                     |                                                     |  |  |                                                 |                                                 |                                                 |                                                 |                                                 |                                                 |                                                  |                                                  |                                                  |                                                  | Louise van Saksen-Gotha-Altenburg (1800-1831)    | Louise van Saksen-Gotha-Altenburg (1800-1831)    | Louise van Saksen-Gotha-Altenburg (1800-1831) | Louise van Saksen-Gotha-Altenburg (1800-1831) | Louise van Saksen-Gotha-Altenburg (1800-1831)         | Louise van Saksen-Gotha-Altenburg (1800-1831)         |                                                       |                                                       |                                                       |                                                       |                                                       |                                                       |                                               |                                               |                                               |                                               |  |  |  |  |  |  |  |  |  |  |  |  |  |  |  |  |  |  |  |  |  |  |  |  |  |  |  |  |  |  |  |  |  |  |  |  |  |  |  |  |  |  |  |  |  |  |  |  |
|                                                       |                                                       |                                                       |                                                       |                                                       |                                                       |                                                         |                                                         |                                                         |                                                         |                                                         |                                                         |                                                |                                                |                                                |                                                |                                                       |                                                       |                                                       |                                                       |                                                       |                                                       |                                                     |                                                     |                                                     |                                                     |  |  |                                                 |                                                 |                                                 |                                                 |                                                 |                                                 |                                                  |                                                  |                                                  |                                                  |                                                  |                                                  |                                               |                                               |                                                       |                                                       |                                                       |                                                       |                                                       |                                                       |                                                       |                                                       |                                               |                                               |                                               |                                               |  |  |  |  |  |  |  |  |  |  |  |  |  |  |  |  |  |  |  |  |  |  |  |  |  |  |  |  |  |  |  |  |  |  |  |  |  |  |  |  |  |  |  |  |  |  |  |  |
|                                                       |                                                       |                                                       |                                                       |                                                       |                                                       |                                                         |                                                         |                                                         |                                                         |                                                         |                                                         |                                                |                                                |                                                |                                                |                                                       |                                                       |                                                       |                                                       |                                                       |                                                       |                                                     |                                                     |                                                     |                                                     |  |  |                                                 |                                                 |                                                 |                                                 |                                                 |                                                 |                                                  |                                                  |                                                  |                                                  |                                                  |                                                  |                                               |                                               |                                                       |                                                       |                                                       |                                                       |                                                       |                                                       |                                                       |                                                       |                                               |                                               |                                               |                                               |  |  |  |  |  |  |  |  |  |  |  |  |  |  |  |  |  |  |  |  |  |  |  |  |  |  |  |  |  |  |  |  |  |  |  |  |  |  |  |  |  |  |  |  |  |  |  |  |
|                                                       |                                                       |                                                       |                                                       |                                                       |                                                       |                                                         |                                                         |                                                         |                                                         |                                                         |                                                         |                                                |                                                |                                                |                                                |                                                       |                                                       | Ernst II van Saksen-Coburg en Gotha (1818-1893)       | Ernst II van Saksen-Coburg en Gotha (1818-1893)       | Ernst II van Saksen-Coburg en Gotha (1818-1893)       | Ernst II van Saksen-Coburg en Gotha (1818-1893)       | Ernst II van Saksen-Coburg en Gotha (1818-1893)     | Ernst II van Saksen-Coburg en Gotha (1818-1893)     |                                                     |                                                     |  |  |                                                 |                                                 | Albert van Saksen-Coburg en Gotha (1819-1861)   | Albert van Saksen-Coburg en Gotha (1819-1861)   | Albert van Saksen-Coburg en Gotha (1819-1861)   | Albert van Saksen-Coburg en Gotha (1819-1861)   | Albert van Saksen-Coburg en Gotha (1819-1861)    | Albert van Saksen-Coburg en Gotha (1819-1861)    |                                                  |                                                  |                                                  |                                                  |                                               |                                               |                                                       |                                                       |                                                       |                                                       |                                                       |                                                       |                                                       |                                                       |                                               |                                               |                                               |                                               |  |  |  |  |  |  |  |  |  |  |  |  |  |  |  |  |  |  |  |  |  |  |  |  |  |  |  |  |  |  |  |  |  |  |  |  |  |  |  |  |  |  |  |  |  |  |  |  |

- Bibsys: 90380028
- Biblioteca Nacional de España: XX1589574
- Bibliothèque nationale de France: cb120375275 (data)
- Catàleg d'autoritats de noms i títols de Catalunya: 981058530076406706
- Gemeinsame Normdatei: 11864758X
- International Standard Name Identifier: 0000 0001 2320 0804
- Library of Congress Control Number: n80056905
- Nationale Bibliotheek van Letland: 000047653
- MusicBrainz: 12fc27d5-f46d-4c95-b17f-5c81303a13b6
- National Archives and Records Administration: 10581031
- National Gallery of Victoria: 6890
- Nationale Bibliotheek van Tsjechië: jn20000700022
- Nationale bibliotheek van Australië: 35002592
- Nationale Bibliotheek van Israël: 987007257526905171
- Nationale Bibliotheek van Polen: a0000001244655
- Nederlandse Thesaurus van Auteursnamen: 068869096
- RKD-Nederlands Instituut voor Kunstgeschiedenis: 914
- Istituto Centrale per il Catalogo Unico: LO1V260481
- LIBRIS: 316993
- SNAC: w6s00234
- Système universitaire de documentation: 058596755
- Museum of New Zealand Te Papa Tongarewa: 35210
- Trove: 785417
- Union List of Artist Names: 500013694
- Virtual International Authority File: 25395950
- WorldCat: E39PBJhMpcjcWXWF3qByfG9FKd